# هال جاكوبسون
هال جاكوبسون (بالإنجليزية: Hal Jacobson)‏ هو سياسي أمريكي، ولد في 19 نوفمبر 1950 في هيلينا في الولايات المتحدة. نشط حزبياً في الحزب الديمقراطي. وقد انتخب عضو مجلس نواب مونتانا.